# Comuna Leninske, Kroleveț
Leninske (în ucraineană Ленінське) este o comună în raionul Kroleveț, regiunea Sumî, Ucraina, formată din satele Lapșîne, Leninske (reședința) și Liubîtove.

## Demografie
Componența lingvistică a comunei Leninske
     Ucraineană (97,49%)
     Rusă (2,45%)
     Alte limbi (0,06%)
Conform recensământului din 2001, majoritatea populației comunei Leninske era vorbitoare de ucraineană (97,49%), existând în minoritate și vorbitori de rusă (2,45%).